# 陈景春
陈景春，中华人民共和国政治人物、全国脱贫攻坚先进个人。

## 生平
陈景春任静宁县委副书记、县长。因在脱贫攻坚战中作出突出贡献，2021年2月25日全国脱贫攻坚总结表彰大会上，陈景春被授予“全国脱贫攻坚先进个人”。